# 三枝孝弘
三枝 孝弘（さいぐさ たかひろ、1926年9月25日 - 没年不詳）は、日本の教育学者、名古屋大学名誉教授。

## 来歴
長野県松本市出身。東京教育大学教育学部卒業、同大学院教育学研究科教育学専攻修士課程修了。岡山大学教育学部助教授、名古屋大学教育学部教授。同名誉教授、埼玉大学教授、白鷗大学教授。2005年瑞宝中綬章受勲。

## 著書
- 『範例方式による授業の改造』明治図書出版 1965
- 『授業の動的システム 動態分析と構成への試論』明治図書出版 1972
- 『ヘルバルト「一般教育学」入門』明治図書出版 教育学古典解説叢書 1982
- 『学校教育の理論と方法』ぎょうせい 教育管理職講座 1983

### 共編著
- 『範例方式による理科の改造』編著 明治図書出版 1968
- 『日常的事例の発掘と社会科授業』日比裕・愛知県額田郡宮崎小学校共著 明治図書出版 社会科教育全書 1979
- 『学校と教育方法 どう教えるか』編 講談社 人間の教育を考える 1981
- 『現代の児童観と教育』田畑治共編 福村出版 1982
- 『教育実践の論理 子どもの追求』上田薫共編 明治図書出版 1972

### 翻訳
- ヘルバルト『一般教育学』明治図書出版 世界教育学選集 1960
- H.クライン,K.トマスシェフスキー編著『授業における陶冶と訓育の理論』吉本均,中野光共訳 明治図書出版 1967
- H.ロート,A.ブルメンタル共編『範例方式の授業』平野一郎共監訳 黎明書房 1968
- ベルンハルト・メラー『分析的授業モデル』潮木守一,多田俊文共訳 明治図書出版 1971
- P.ペーターゼン『学校と授業の変革 小イエナ・プラン』山崎準二共著訳 明治図書出版 世界新教育運動選書 1984

## 論文
- Cinii